# Wenceslas Bojer
Wenceslas (Václav, o Wenzel) Bojer (Řesanice, 23 de septiembre de 1795 – Port Louis, 4 de junio de 1856) fue un notable naturalista y botánico.
Aún joven es enviado a expediciones a África y Mauricio por Franz Sieber. En 1821 arriba a Mauricio. En 1822 su gobernador Robert Townsend Farquhar lo envía a Madagascar, siendo acompañado por el Príncipe Malagasy Rafaria que estudiaba en Mauricio, y con James Hastie, un oficial escocés y enviado por los británicos para ver al Rey Radama I de Madagascar. Bojer explorará la costa oeste de Madagascar antes de arribar a Tananarive.
En 1824 Bojer vuelve a África como intérprete. Explorará varias costas del continente africano, y recolecta un importante colúmen de minerales y de plantas. En 1829 es cofundador de la "Royal Society of Arts and Sciences" , SRAS, de Mauricio.
Fallece de parálisis en 1856.

## Algunas publicaciones
- Hortus Mauritianus: ou énumération des plantes, exotiques et indigènes, qui croissent a l'Ile Maurice, disposées d'aprés la méthode naturelle por W. Bojer, 1837.[2]
- Espèces nouvelles de plantes à Madagascar et îles Comores, 1841
- Planches relatives au genre Gærtnera Lam., 1847
- Vahea madagascariensis et Cassia filipendula, 1847

## Honores

### Epónimos
Géneros:
- D Candolle en 1836 nombra a Bojeria. Sinónimo de Inula, familia de Asteraceae

Especies de plantas y de animales (especialmente de Madagascar y de Mascareñas) se nombran en su honor:
- Cussonia bojerii Seem.
- Gongylomorphus bojerii
- Dichaetanthera bojerii Drake
- Dionycha bojerii Naudin
- Ploceus bojeri
- Uapaca bojeri
- Streptocarpus bojeri
- Epilobium bojeri
- Peponium bojerii Engl.

- La abreviatura «Bojer» se emplea para indicar a Wenceslas Bojer como autoridad en la descripción y clasificación científica de los vegetales.[3][4]